# Чонішвілі Сергій Ножерійович
Сергій Ножерійович Чонішвілі (нар. 3 серпня 1965, Тула, Тульська область, РРФСР, СРСР) — радянський і російський актор театру і кіно, майстер озвучування (дублювання) фільмів, диктор, телеведучий, письменник. Заслужений артист Російської Федерації (1999). З 1998 року є офіційним голосом телеканалу «СТС».

## Біографія
Народився 3 серпня 1965 року в місті Тула. Батько — Ножері Чонішвілі, народний артист РРФСР, грузин, його ім'я носить Омський будинок актора. Мати — Валерія Прокоп, народна артистка Російської Федерації, російська, актриса Омського академічного театру драми.
У шістнадцятрирічному віці приїхав до Москви і вступив до Щукінського училища. Його педагогами були Юрій Авшаров, Юрій Катін-Ярцев, Олександр Ширвіндт, Микола Волков. У 1986 році закінчив училище з червоним дипломом і був прийнятий в трупу Московського державного театру «Ленком», де служив до 2010 року .
У 1993 році актор взяв участь в першому прем'єрному спектаклі Незалежної театрального проєкту «Гра в піжмурки» за п'єсою Михайла Волохова, режисером якого виступив Андрій Житінкін. У Московському театрі-студії під керівництвом Олега Табакова Сергій грав ще в двох спектаклях Андрія Житінкіна — «Псих» і «Старий квартал». З 2018 року грає Євгенія Сергійовича Дорна в спектаклі Костянтина Богомолова "Чайка".
Голосом Сергій Чонішвілі озвучена і озвучується більшість вітчизняних рекламних роликів, документальних фільмів, аудіокниг, а також велика кількість анонсів на різних російських телеканалах — зокрема, на «СТС». Проте, сам Чонішвілі принципово відмовляється озвучувати політичні ролики.
У 2000 році відбувся письменницький дебют Сергія Чонішвілі — вийшов у світ його збірка «Незначні зміни». У 2003 році була випущена друга книга «Людина-поїзд».

### Родина
Дочки: Анна і Олександра.

## Творчість

### Театральні роботи

#### Московський державний театр «Ленком»
- «Зірка і смерть Хоакіна Мур'єти» Олексія Рибникова та Павла Грушко. Режисер: Марк Захаров
- «Оптимістична трагедія» Всеволода Вишневського. Режисер: Марк Захаров — Наближений Вожака
- «Поминальна молитва» Григорія Горіна. Режисер: Марк Захаров — Нахум
- «Гамлет» Шекспіра. Режисер: Гліб Панфілов — Гільденстерн
- «Божевільний день, або Одруження Фігаро» Бомарше. Режисер: Марк Захаров — Бартоло
- «Диктатура совісті» Михайла Шатрова. Режисер: Марк Захаров — Гоша
- «Жорстокі ігри» Олексія Арбузова. Режисер: Марк Захаров — Микита
- «Юнона і Авось» композитора Олексія Рибникова на вірші поета Андрія Вознесенського. Режисер: Марк Захаров — Перший автор
- «Королівські ігри» Григорія Горіна. Режисер: Марк Захаров — Генрі Норріс
- «Мудрець». Режисер:  Марк Захаров  — Городулін, Голутвін, Курчаєв
- «Варвар і єретик». Режисер: Марк Захаров — де Гріє
- «Дві жінки». Режисер: Володимир Мірзоєв — Ісла
- «Містифікація». Режисер: Марк Захаров — Ноздрьов
- «Ва-банк» за п'єсою «Остання жертва» Олександра Островського. Режисер: Марк Захаров — Салай Салтанович
- «Одруження» за Миколою Гоголем. Режисер: Марк Захаров — Кочкарьов

#### Інші театри
- «Гра в піжмурки» Міжнародний російсько-французький театральний проєкт за п'єсою Михайла Волохова, в постановці Андрія Житинкіна. Роль — Фелікс[10].
- «Псих» Театр під керівництвом Олега Табакова. Режисер Андрій Житинкін. Роль — Вєнька.
- «Старий квартал» Театр під керівництвом Олега Табакова. Режисер Андрій Житинкін. Роль — Тай.
- «Метод Гренхольм» Державний Театр Націй. Режисер Явір Гирдєв (Болгарія). Роль — Ферран.
- «Подія» за п'єсою Володимира Набокова МХТ ім. А. П. Чехова. Режисер — Костянтин Богомолов. Роль — Трощейкін.
- «Свідок звинувачення» МХТ ім. А. П. Чехова. Режисер — Марі-Луїз Бішофберже. Роль — сер Вілфрід.
- «Ідеальний чоловік. Комедія» Твір Костянтина Богомолова за творами Оскара Уайльда МХТ ім. А. П. Чехова. Режисер — Костянтин Богомолов. Роль — Доріан Грей.
- «Гаргантюа і Пантагрюель» Державний театр націй. Режисер — Костянтин Богомолов. Роль — Панург і не тільки.
- «Мушкетери. Сага. Частина перша» МХТ ім. А. П. Чехова. Режисер — Костянтин Богомолов. Роль — Карлсон.

### Фільмографія
- 1982 — Крадіжка
- 1986 — Кур'єр —  Ілля
- 1988 — Слідство ведуть ЗнаТоКі. Без ножа і кастета —  хуліган (епізод)
- 1990 — Дезертир —  Табакін
- 1991 — Ніч грішників
- 1991 — Псих і дрібнота —  Миша
- 1992 — Катька і Шиз —  Юрка-вертолітник
- 1994 — Мій бідний П'єро
- 1995 — Петербурзькі таємниці —  Князь Вольдемар Шадурський
- 1999 — Москва —  відвідувач клубу
- 2001 — Next —  Гамлет
- 2001 — П'ятий кут —  Сур'єв
- 2001 — Сімейні таємниці —  Руслан Дєєв
- 2001 — Ідеальна пара —  Вольдемар
- 2002 — Іван-дурень —  лейтенант Воронін
- 2002 — Азазель —  Іполит Олександрович Зуров
- 2002 — Олександр Пушкін —  Данзас
- 2002 — Віліси —  батько Ігоря
- 2002 — Зсунутий —  Гусятник
- 2003 — Як би не так —  Артист
- 2003 — Право на захист —  Євген Кирилович
- 2003 — Демон полудня —  Олег Торлопов
- 2003 — Театральний Блюз —  Сергій Козирєв
- 2003 — Козеня в молоці —  «Сліпий» в літаку
- 2003 — Третій варіант
- 2004 — Я люблю тебе —  капітан
- 2004 — Прощайте, доктор Фрейд! —  Арнольд
- 2004 — Новорічний романс —  Берман
- 2004 — Фитиль (сюжет «Маестро, Ваш вихід»)
- 2005 — Херувим
- 2005 — Побічні докази —  Зубаров
- 2005 — Казароза — співак у ресторані
- 2005 — Подруга особливого призначення —  Іван
- 2005 — Великогабаритні —  психотерапевт
- 2005 — Віддзеркалення перше —  Ігор Чайкін
- 2005 — Національні тріумфи
- 2005 — Мотузка з піску —  Карик
- 2006 — Людина безповоротна —  Аркадій
- 2006 — Ленінградець —  Степан
- 2006 — Жіноча робота з ризиком для життя
- 2006 — Капітанські діти
- 2006 — Коханці —  Костянтин Костянтинович, викладач
- 2006 — Лісовик —  капітан Усманов
- 2007 — Особисте життя доктора Селіванової —  Марк Нікольський, режисер
- 2007 — Точка повернення —  Роман Родін
- 2008 — Наречена на замовлення —  Олег Юрійович Романов, хірург
- 2008 — Двічі в одну річку —  Сергій Болотов
- 2008 — Лісовик 2 —  слідчий
- 2008 — Парі —  Сірі (озвучив Олександр Тютін)
- 2008 — Сезон туманів —  Саша
- 2008 — Чізкейк —  Михайло
- 2010 — Сивий мерин —  Алікберов Рустамович Турчак
- 2010 — Гербарій Маші Колосової —  Костя, художник
- 2010 — Відлуння думок —  Слідчий
- 2010 — Записки експедитора Таємної канцелярії —  Ушаков
- 2010 — Тридцять сьомий роман —  Борис
- 2010 — Земський лікар —  Олексій Іванович Субботін, мер міста
- 2010 — Люблю. 9 березня —  Михайло
- 2010 — Земський лікар. Продовження —  Олексій Іванович Субботін, мер міста
- 2011 — Записки експедитора Таємної канцелярії 2 —  Ушаков
- 2012 — Москва 2017 —  Закадровий голос
- 2013 — Справа честі —  Павло Костянтинович Полєтаєв, адвокат, батько Андрія
- 2013 — Попіл —  Сергій Леонідович Єременко, майор-особист
- 2013 — Ой, ма-мо-чки! —  Олексій, викладач, чоловік Олени  (12-та серія)
- 2015 — Новорічний рейс —  Сергій
- 2016 — Дідусь —  Ігор Васильович Дьомін
- 2016 — Інтим не пропонувати —  Ігор Петрович Савицький, батько Івана
- 2017 — Дно (документально-ігровий) —  Олександр Дмитрович Протопопов
- 2018 — Король Мадагаскару —  Андрій Іванович Ушаков
- 2018 — Анатомія вбивства (фільм 4-й «Вечеря на шістьох») —  Роман Георгійович Виноградов
- 2019 — Утриманки —  батько Каті Матвєєвої
- 2019 — Чарівник —  Авангард (Ваня), колишній музикант рок-групи «Меджік», власник магазину музичних інструментів
- 2019 — Московський романс —  Василь, адвокат
- 2019 — Відчайдушні —  Сергій
- 2021 — Політ —  Леонід

#### Участь у відеокліпах
- Наталі: «Считалочка»

### Дубляж і закадрове озвучення

#### Фільми та мультфільми
- Шрек 2 та Шрек Третій, а також Шрек назавжди: потворна зведена сестра Доріс[11][12]
- Бівіс і Баттхед (мультсеріал): всі персонажі[13][14]
- ФАКультет: частина чоловічих персонажів (MTV Росія)[15]
- День виборів — голос Емануїла Гедеоновича[16]
- Мачете та Мачете вбиває — голос Мачете[17]
- Хранителі — голос Роршаха[12]
- Бембі та Бембі 2 (мультфільм) — Князь Лісу[12]
- Олівер і Компанія (мультфільм) — Роско[12]
- 13-й район: Ультиматум — голос за кадром, эпизодические роли[12]
- Форсаж (4-8 частини) — голос Домініка Торетто[17]
- Ріддік — голос Річарда Ріддіка[17]
- Останній мисливець на відьом — Колдер[18]
- Подвійний форсаж — Енріке[12]
- Восьма миля — тато Док[12]
- Афера під прикриттям — Роберто Алькаїно[19]
- Смерть Сталіна — Йосип Сталін (дубляж у Росії не побачив світ)[20]
- Бладшот — Рей Гаррісон / Бладшот[21]

#### Відеоігри
- 2002 — Mafia: The City of Lost Heaven — Сем.
- 2006 — Gothic 3 — Безіменний герой.
- 2009 — The Elder Scrolls V: Skyrim — Ульфрік Плащ Бурі, Малакат.[22]
- 2010 — God of War III — Кратос.
- 2010 — God of War: Ghost of Sparta — Кратос.

### Озвучування

#### Мультфільми
- Від Ілліча до Кузьмича (мультсеріал) : всі персонажі
- Пригоди Оленки та Яреми : Шах Рахман
- Нові пригоди Оленки та Яреми : Шах Рахман, Людожер, перекладач
- Майбутнє почалося — голос за кадром
- Гена з Чебурашкою купили косячок — голос за кадром

#### Телепередачі та документальні фільми
Голосом Сергій Чонішвілі (тембр : баритон, бас) озвучені багато фільмів та роликів російських телеканалів .
- СТС: офіційний голос каналу — з 1998 року озвучує все анонси та ролики каналу (в заставках реклами весни 2007 року читав текст «Весна — пора мінятися!»).
- Перший канал: озвучує документальні фільми (в заставці ОРТ 1995 року озвучував голос «Це — Перший»), Yesterday Live, «Кримінальні хроніки» (2010—2012) — голос за кадром. Також — антиалкогольна реклама «Бережи себе».
- Росія: озвучує документальні фільми.
- Володар світу. Нікола Тесла: голос за кадром (на каналі «РТР-Планета»)
- Велика таємниця води: голос за кадром (на каналі «Росія»)
- НТВ — програма «Цілком таємно» (Інформація до роздумів), мюзикл «1001 ніч, або Територія любові» — голос за кадром
- Цвіль — в першій редакції, голос за кадром
- Таємниці кохання — голос за кадром (Перший канал)
- Таємниці смерті: голос за кадром (Перший канал)
- Наша Russia — голоси деяких ведучих (сцена в Таганрозі, С. Ю. Беляков), Василь Щербаков (сусід C. Ю. Белякова на програмі «Хто хоче стати мільйонером?») (ТНТ)
- Чорнобиль. 20 років після життя — голос за кадром (РЕН ТВ)
- Галілео — голос за кадром (СТС)
- Алани. Дорога на захід — голос за кадром
- Кілька фільмів з науково-популярного циклу «Історія. Наука чи вигадка» — голос за кадром
- Космічні зіткнення — голос за кадром (Московський планетарій)

#### Аудіокниги
- Спектакль за романом Федора Достоєвського «Преступление и наказание»: Родіон Раскольников.
- Спектакль за романом Олексія Толстого «Гіперболоїд інженера Гаріна»: Петро Гарін.
- Спектакль за романом Івана Тургенєва «Батьки і діти»: Євген Базаров
- Спектакль по 1-й частині трагедії Йоганна Гете «Фауст»: Фауст
- Спектакль за романом Роберта Стівенсона «Острів скарбів»: капітан Олександр Смоллетт
- «Пригоди капітана Врунгеля» Андрій Некрасов
- «Мій улюблений sputnik» Харукі Муракамі
- «Молох» Олександр Купрін
- «Мартін Іден» Джек Лондон
- «Загадки історії. Том 1. Кілька зустрічей з покійним паном Моцартом» Едвард Радзинський
- «S.N.U.F.F.», Віктор Пєлєвін
- «Любов до трьох цукербрінам» Віктор Пєлєвін
- «Записки експедитора Таємної канцелярії», Олег Рясков
- «Записки експедитора Таємної канцелярії. До берегів Нового Світу», Олег Рясков
- «Записки експедитора Таємної канцелярії. Нерозказаних історії. Бостонський різник. Полювання», Олег Рясков
- «Король Мадагаскару» Олег Рясков
- «Фактор випадковості 1», Олег Рясков
- «Фактор випадковості 2», Олег Рясков
- «Фактор випадковості 3», Олег Рясков
- «Чорне озеро», Олег Рясков
- «Чорне озеро 2», Олег Рясков
- «Операція» Вірус» Ярослав Вєров, Ігор Мінаков
- «Беллона» Анатолій Брусникин
- Серія «Смерть на брудершафт» Борис Акунін, фільми 3-10
- «Шпигунський роман» Борис Акунін
- «Чорний місто» Борис Акунін
- «Алмазна колісниця» Борис Акунін
- «Піковий валет» Борис Акунін
- «Декоратор» Борис Акунін
- «Левіафан» Борис Акунін
- «Коронація, або Останній з романів» Борис Акунін
- «Весь світ театр» Борис Акунін
- «Креативщик» Анна Борисова
- «Чи існує жінка?» Даріо Салас Соммер
- «Йоганн Себастьян Бах — Історія одного прозріння» Пряжников Павло
- «Біла гвардія» Михайло Булгаков
- «Дні Турбіних» Михайло Булгаков
- «Прощавай, зброє!» Ернест Хемінгуей
- «Місячний камінь» Вілкі Коллінз
- «Принц і жебрак» Марк Твен
- «Три мушкетери» Олександр Дюма
- «Рибалок і виноградарі» Михайло Харіт
- «Сніданок у Тіффані» Трумен Капоте
- «Король і Шут: Між Купчино і Ржевкою» — епіграфи
- «1984 (роман)» Джордж Орвелл

#### Інше
- «Музеї світу» — озвучує тексти аудіогідів найбільших музеїв світу[23] (музей в Стамбулі, Пергамський музей в Берліні тощо)

## Визнання

### Державні та відомчі нагороди
- 1999 рік — почесне звання «Заслужений артист Російської Федерації» — за заслуги в галузі мистецтва[2]
- 2014 рік — лауреат Премії ФСБ Росії в області літератури і мистецтва за 2014 рік у номінації «Акторська робота» (2-га премія) — за роль начальника канцелярії таємних розшукових справ Андрія Ушакова в телесеріалі «Записки експедитора таємної канцелярії» реж. Олег Рясков (2011), а також за участь у створенні (озвучуванні) численних документальних фільмів про історію і сьогодення діяльності спецслужб Росії

### Громадські нагороди
- Лауреат театральної премії «Чайка» в номінації «Посмішка М» — за роль Ноздрьова в "Містифікації "
- 2000 рік — лауреат театральної премії імені І. М. Смоктуновського
- 2007 рік — лауреат театральної премії «Чайка» в номінації «Злодій» — за роль Кочкарьова в спектаклі «Одруження»
- 2020 рік — лауреат першої премії XIII Міжнародного кінофестивалю «Схід-захід» (Оренбург)